# Colin Bell (calciatore 1946)
Colin Bell (Hesleden, 26 febbraio 1946 – Manchester, 5 gennaio 2021) è stato un calciatore inglese, il cui nome è legato indissolubilmente alla storia del Manchester City.
Bell è da molti ritenuto come il più grande giocatore di sempre del Manchester City. Soprannominato "The King of the Kippax" ("Il Re della Kippax", dal nome di una parte dello stadio del Manchester City), e Nijinsky dal nome non, come si potrebbe pensare, del famoso ballerino, ma di un famoso cavallo, Era parte del famoso trio dei tardi anni '60 e primi anni '70 insieme a Francis Lee e Mike Summerbee. 

## Biografia
Morì il 5 gennaio 2021.

## Carriera

### Calciatore
Cominciò la sua carriera al Bury, capitanando la squadra in giovane età.
Nel 1966 si trasferì al Manchester City ed aiutò il club a guadagnare la promozione alla First Division quello stesso anno. Mentre tentava di acquistarlo per il Manchester City, Malcolm Allison ingannò gli altri club interessati affermando che il giocatore non sapeva colpire di testa, non sapeva passare, definendolo "senza speranze". Lo stratagemma funzionò e Bell firmò per il Manchester City. Nel 1968 aiutò il City a vincere per la seconda volta la massima serie del campionato inglese. Lo stesso anno Bell fece anche la sua prima apparizione con la maglia dell'Inghilterra contro la Svezia, contribuendo alla vittoria per 3-1 (l'ultima volta che l'Inghilterra è riuscita a battere la Svezia). Nel 1969 il Manchester City vinse la FA Cup con una vittoria 1-0 sul Leicester City, grazie ad un gol di Neil Young. Lo stesso anno Bell si distinse in nazionale, segnando l'unico gol in una vittoria 1-0 sui Paesi Bassi e segnando anche contro il Brasile. Nel 1970 vinse con il Manchester City la Football League Cup e la Coppa delle Coppe.
Tragicamente, nel 1975, all'età di 29 anni Bell si infortunò in uno scontro con Martin Buchan del Manchester United durante una partita di Coppa di Lega all'Old Trafford. Tentò un ritorno nel 1977, ma nel 1979 pose fine alla sua carriera, non essendo più riuscito a recuperare la forma ottimale. L'allora presidente del Manchester City Peter Swailes descrisse Bell come "insostituibile", opinione che si rivelò corretta allorché Malcolm Allison, di nuovo allenatore del Manchester City negli ultimi anni 70, non riuscì più a trovare un trio di giocatori talentuosi come Bell, Summerbee e Lee.
Nel 1980 Bell provò a risollevare la propria carriera trasferendosi al S.J. Earthquakes, ma giocò solamente cinque partite per il club per poi ritirarsi definitivamente.

### Nazionale
Nel 1970, insieme al compagno di squadra Francis Lee, si guadagnò un posto nella nazionale inglese per i Mondiali in Messico. Per aiutare i giocatori ad acclimatarsi al clima messicano, la squadra organizzò una mini-olimpiade tra i giocatori inglesi che vide Bell vincere ogni gara. Durante il torneo, Bell giocò nei quarti di finale, entrando al posto di Bobby Charlton nella partita persa contro la Germania Ovest. La sostituzione fu criticata da alcuni, che la giudicarono il punto di svolta in negativo della gara. Comunque Charlton ha sostenuto che non fu la sostituzione a cambiare la gara, dato che la Germania Ovest segnò il primo gol prima che Charlton venisse sostituito ed il fatto che al tempo la Germania Ovest spesso rimontasse le partite indica come sia sbagliato incolpare la sostituzione della sconfitta inglese.
Fu anche capitano della nazionale in una partita persa contro l'Irlanda del Nord nel 1972. Nonostante questi successi, Bell fu scontento di non poter fare di più a livello internazionale, a causa della mancata qualificazione inglese per i mondiali del 1974, un fallimento che causò anche l'addio di Alf Ramsey alla panchina inglese. L'ex allenatore di Bell al Manchester City, Joe Mercer, allenò la nazionale per un breve periodo e in quel periodo fece giocare Bell in tutte le gare.
Complessivamente Bell racimolò 48 presenze e 9 nove gol realizzati con l'Inghilterra. Tra le sue migliori performance con la maglia inglese si ricordano la doppietta in un 7-0 contro l'Austria ed il contributo dato alla vittoria contro i campioni mondiali della Germania Ovest nel 1975, nell'occasione della centesima partita internazionale giocata a Wembley. La squadra che batté i tedeschi in quella partita consisteva di una linea d'attacco con Mick Channon, Kevin Keegan, Malcolm MacDonald, Alan Hudson, James Alan Ball e lo stesso Colin Bell.

## Dopo il ritiro
Bell più tardi continuò il suo lavoro con il club di Maine Road lavorando con le giovanili, ma lasciò prima di ritornare durante gli anni 90 come ambasciatore per il club. Nel 2004 la West Stand del nuovo stadio del Manchester City assunse il nome di "Colin Bell Stand"; un onore unico, se si esclude una delle strade che conducono allo stadio, chiamata "Joe Mercer Way" dal nome del più famoso allenatore di sempre del Manchester City.
Bell fu introdotto nella English Football Hall of Fame in riconoscimento del suo contributo al calcio inglese. Lo stesso anno divenne membro dell'Ordine dell'Impero Britannico in riconoscimento al suo impegno nel campo della carità. Nel 2005 scrisse anche un'autobiografia intitolata "Colin Bell: Reluctant Hero", in cui rivelava la morte della madre per cancro all'età di 39 anni, quando Bell era ancora troppo giovane per ricordare. Il figlio di Bell, un chirurgo, diede il libro al suo capo che, leggendo della madre di Colin, suggerì che la malattia potesse essere ereditaria: il calciatore fu esaminato, fu scoperto che aveva alcuni sintomi della malattia e successivamente curato.
Molti grandi giocatori hanno spesso definito Colin Bell come uno dei più grandi giocatori inglesi. Bobby Charlton ha detto che "Colin Bell era indiscutibilmente un gran giocatore". Alan Mullery, un altro degli ex compagni di squadra di Bell nella nazionale inglese, ha detto che Bell sarebbe "ancora una stella nel calcio odierno" e "potrebbe giocare in qualsiasi squadra".

## Statistiche

### Cronologia presenze e reti in nazionale
| Cronologia completa delle presenze e delle reti in nazionale ― Inghilterra | Cronologia completa delle presenze e delle reti in nazionale ― Inghilterra | Cronologia completa delle presenze e delle reti in nazionale ― Inghilterra | Cronologia completa delle presenze e delle reti in nazionale ― Inghilterra | Cronologia completa delle presenze e delle reti in nazionale ― Inghilterra | Cronologia completa delle presenze e delle reti in nazionale ― Inghilterra | Cronologia completa delle presenze e delle reti in nazionale ― Inghilterra | Cronologia completa delle presenze e delle reti in nazionale ― Inghilterra |
| Data                                                                       | Città                                                                      | In casa                                                                    | Risultato                                                                  | Ospiti                                                                     | Competizione                                                               | Reti                                                                       | Note                                                                       |
| -------------------------------------------------------------------------- | -------------------------------------------------------------------------- | -------------------------------------------------------------------------- | -------------------------------------------------------------------------- | -------------------------------------------------------------------------- | -------------------------------------------------------------------------- | -------------------------------------------------------------------------- | -------------------------------------------------------------------------- |
| 22-5-1968                                                                  | Londra                                                                     | Inghilterra                                                                | 3 – 1                                                                      | Svezia                                                                     | Amichevole                                                                 | -                                                                          |                                                                            |
| 1-6-1968                                                                   | Hannover                                                                   | Germania Ovest                                                             | 1 – 0                                                                      | Inghilterra                                                                | Amichevole                                                                 | -                                                                          |                                                                            |
| 11-12-1968                                                                 | Londra                                                                     | Inghilterra                                                                | 1 – 1                                                                      | Bulgaria                                                                   | Amichevole                                                                 | -                                                                          |                                                                            |
| 12-3-1969                                                                  | Londra                                                                     | Inghilterra                                                                | 5 – 0                                                                      | Francia                                                                    | Amichevole                                                                 | -                                                                          |                                                                            |
| 7-5-1969                                                                   | Londra                                                                     | Inghilterra                                                                | 2 – 1                                                                      | Galles                                                                     | Amichevole                                                                 | -                                                                          |                                                                            |
| 8-6-1969                                                                   | Montevideo                                                                 | Uruguay                                                                    | 1 – 2                                                                      | Inghilterra                                                                | Amichevole                                                                 | -                                                                          |                                                                            |
| 12-6-1969                                                                  | Rio de Janeiro                                                             | Brasile                                                                    | 2 – 1                                                                      | Inghilterra                                                                | Amichevole                                                                 | 1                                                                          |                                                                            |
| 5-11-1969                                                                  | Amsterdam                                                                  | Paesi Bassi                                                                | 0 – 1                                                                      | Inghilterra                                                                | Amichevole                                                                 | 1                                                                          |                                                                            |
| 10-12-1969                                                                 | Londra                                                                     | Inghilterra                                                                | 1 – 0                                                                      | Portogallo                                                                 | Amichevole                                                                 | -                                                                          | 74’                                                                        |
| 14-1-1970                                                                  | Londra                                                                     | Inghilterra                                                                | 0 – 0                                                                      | Paesi Bassi                                                                | Amichevole                                                                 | -                                                                          |                                                                            |
| 21-4-1970                                                                  | Londra                                                                     | Inghilterra                                                                | 3 – 1                                                                      | Irlanda del Nord                                                           | Torneo Interbritannico 1970                                                | -                                                                          | 46’                                                                        |
| 7-6-1970                                                                   | Guadalajara                                                                | Brasile                                                                    | 1 – 0                                                                      | Inghilterra                                                                | Mondiali 1970 - 1º turno                                                   | -                                                                          | 64’                                                                        |
| 11-6-1970                                                                  | Guadalajara                                                                | Inghilterra                                                                | 1 – 0                                                                      | Cecoslovacchia                                                             | Mondiali 1970 - 1º turno                                                   | -                                                                          |                                                                            |
| 14-6-1970                                                                  | León                                                                       | Germania Ovest                                                             | 3 – 2 dts                                                                  | Inghilterra                                                                | Mondiali 1970 - Quarti di finale                                           | -                                                                          | 70’                                                                        |
| 1-12-1971                                                                  | Il Pireo                                                                   | Grecia                                                                     | 0 – 2                                                                      | Inghilterra                                                                | Qual. Euro 1972                                                            | -                                                                          |                                                                            |
| 29-4-1972                                                                  | Londra                                                                     | Inghilterra                                                                | 1 – 3                                                                      | Germania Ovest                                                             | Qual. Euro 1972                                                            | -                                                                          |                                                                            |
| 13-5-1972                                                                  | Dortmund                                                                   | Germania Ovest                                                             | 0 – 0                                                                      | Inghilterra                                                                | Qual. Euro 1972                                                            | -                                                                          |                                                                            |
| 20-5-1972                                                                  | Cardiff                                                                    | Galles                                                                     | 0 – 3                                                                      | Inghilterra                                                                | Torneo Interbritannico 1972                                                | 1                                                                          |                                                                            |
| 23-5-1972                                                                  | Londra                                                                     | Inghilterra                                                                | 0 – 1                                                                      | Irlanda del Nord                                                           | Torneo Interbritannico 1972                                                | -                                                                          | cap.                                                                       |
| 27-5-1972                                                                  | Glasgow                                                                    | Scozia                                                                     | 0 – 1                                                                      | Inghilterra                                                                | Torneo Interbritannico 1972                                                | -                                                                          |                                                                            |
| 11-10-1972                                                                 | Londra                                                                     | Inghilterra                                                                | 1 – 1                                                                      | Jugoslavia                                                                 | Amichevole                                                                 | -                                                                          |                                                                            |
| 15-11-1972                                                                 | Cardiff                                                                    | Galles                                                                     | 0 – 1                                                                      | Inghilterra                                                                | Qual. Mondiali 1974                                                        | 1                                                                          |                                                                            |
| 24-1-1973                                                                  | Londra                                                                     | Inghilterra                                                                | 1 – 1                                                                      | Galles                                                                     | Qual. Mondiali 1974                                                        | -                                                                          |                                                                            |
| 14-2-1973                                                                  | Glasgow                                                                    | Scozia                                                                     | 0 – 5                                                                      | Inghilterra                                                                | Torneo Interbritannico 1973                                                | -                                                                          |                                                                            |
| 12-5-1973                                                                  | Liverpool                                                                  | Inghilterra                                                                | 2 – 1                                                                      | Irlanda del Nord                                                           | Torneo Interbritannico 1973                                                | -                                                                          |                                                                            |
| 15-5-1973                                                                  | Londra                                                                     | Inghilterra                                                                | 3 – 0                                                                      | Galles                                                                     | Torneo Interbritannico 1973                                                | -                                                                          |                                                                            |
| 19-5-1973                                                                  | Londra                                                                     | Inghilterra                                                                | 1 – 0                                                                      | Scozia                                                                     | Torneo Interbritannico 1973                                                | -                                                                          |                                                                            |
| 27-5-1973                                                                  | Praga                                                                      | Cecoslovacchia                                                             | 1 – 1                                                                      | Inghilterra                                                                | Amichevole                                                                 | -                                                                          |                                                                            |
| 6-6-1973                                                                   | Cracovia                                                                   | Polonia                                                                    | 2 – 0                                                                      | Inghilterra                                                                | Qual. Mondiali 1974                                                        | -                                                                          |                                                                            |
| 26-9-1973                                                                  | Londra                                                                     | Inghilterra                                                                | 7 – 0                                                                      | Austria                                                                    | Amichevole                                                                 | 1                                                                          |                                                                            |
| 17-10-1973                                                                 | Londra                                                                     | Inghilterra                                                                | 1 – 1                                                                      | Polonia                                                                    | Qual. Mondiali 1974                                                        | -                                                                          |                                                                            |
| 14-11-1973                                                                 | Londra                                                                     | Inghilterra                                                                | 0 – 1                                                                      | Italia                                                                     | Amichevole                                                                 | -                                                                          |                                                                            |
| 11-5-1974                                                                  | Cardiff                                                                    | Galles                                                                     | 0 – 2                                                                      | Inghilterra                                                                | Torneo Interbritannico 1974                                                | -                                                                          |                                                                            |
| 15-5-1974                                                                  | Londra                                                                     | Inghilterra                                                                | 1 – 0                                                                      | Irlanda del Nord                                                           | Torneo Interbritannico 1974                                                | -                                                                          |                                                                            |
| 18-5-1974                                                                  | Glasgow                                                                    | Scozia                                                                     | 2 – 0                                                                      | Inghilterra                                                                | Torneo Interbritannico 1974                                                | -                                                                          |                                                                            |
| 22-5-1974                                                                  | Londra                                                                     | Inghilterra                                                                | 2 – 2                                                                      | Argentina                                                                  | Amichevole                                                                 | -                                                                          |                                                                            |
| 29-5-1974                                                                  | Lipsia                                                                     | Germania Est                                                               | 1 – 1                                                                      | Inghilterra                                                                | Amichevole                                                                 | -                                                                          |                                                                            |
| 1-6-1974                                                                   | Sofia                                                                      | Bulgaria                                                                   | 0 – 1                                                                      | Inghilterra                                                                | Amichevole                                                                 | -                                                                          |                                                                            |
| 5-6-1974                                                                   | Belgrado                                                                   | Jugoslavia                                                                 | 2 – 2                                                                      | Inghilterra                                                                | Amichevole                                                                 | -                                                                          |                                                                            |
| 30-10-1974                                                                 | Londra                                                                     | Inghilterra                                                                | 3 – 0                                                                      | Cecoslovacchia                                                             | Qual. Euro 1976                                                            | 2                                                                          |                                                                            |
| 20-11-1974                                                                 | Londra                                                                     | Inghilterra                                                                | 0 – 0                                                                      | Portogallo                                                                 | Qual. Euro 1976                                                            | -                                                                          |                                                                            |
| 12-3-1975                                                                  | Portsmouth                                                                 | Inghilterra                                                                | 2 – 0                                                                      | Germania Ovest                                                             | Amichevole                                                                 | 1                                                                          |                                                                            |
| 16-4-1975                                                                  | Londra                                                                     | Inghilterra                                                                | 5 – 0                                                                      | Cipro                                                                      | Qual. Euro 1976                                                            | -                                                                          |                                                                            |
| 11-5-1975                                                                  | Limassol                                                                   | Cipro                                                                      | 0 – 1                                                                      | Inghilterra                                                                | Qual. Euro 1976                                                            | -                                                                          |                                                                            |
| 17-5-1975                                                                  | Belfast                                                                    | Irlanda del Nord                                                           | 0 – 0                                                                      | Inghilterra                                                                | Torneo Interbritannico 1975                                                | -                                                                          |                                                                            |
| 24-5-1975                                                                  | Londra                                                                     | Inghilterra                                                                | 5 – 1                                                                      | Scozia                                                                     | Torneo Interbritannico 1975                                                | 1                                                                          |                                                                            |
| 3-9-1975                                                                   | Basilea                                                                    | Svizzera                                                                   | 1 – 2                                                                      | Inghilterra                                                                | Amichevole                                                                 | -                                                                          |                                                                            |
| 30-10-1975                                                                 | Bratislava                                                                 | Cecoslovacchia                                                             | 2 – 1                                                                      | Inghilterra                                                                | Qual. Euro 1976                                                            | -                                                                          |                                                                            |
| Totale                                                                     |                                                                            | Presenze                                                                   | 48                                                                         |                                                                            | Reti                                                                       | 9                                                                          |                                                                            |

## Palmarès

### Club

#### Competizioni nazionali
- Campionato inglese: 1

Manchester City: 1967-1968
- Coppa d'Inghilterra: 1

Manchester City: 1968-1969
- Coppa di Lega inglese: 2

Manchester City: 1969-1970, 1975-1976
- Community Shield: 2

Manchester City: 1968, 1972

#### Competizioni internazionali
- Coppa delle Coppe: 1

Manchester City: 1969-1970